# 48-ма мотострілецька дивізія (СРСР)
48-ма мотострілецька Ропшинська ордена Жовтневої Революції Червонопрапорна дивізія імені М. І. Калініна (48 МСД, в/ч 02586, від 10.68 — в/ч 83020) — з'єднання мотострілецьких військ Радянської армії, яке існувало у 1957—1992 роках. Створена 29 травня 1957 року, як 118-та мотострілецька дивізія на основі 69-ї механізованої дивізії у місті Болград, Одеська область. Дивізія відносилась до боєготових першого ешелону, тому була укомплектована особовим складом і технікою майже на 100 % від штатної чисельності. Від 11 листопада 1964 року вона була перейменована на 48-му мотострілецьку дивізію.
1990 року дивізію було виведено з Чехословаччини, і ненадовго передано до складу військ КДБ СРСР.
Від 12 січня 1992 року дивізія перейшла під юрисдикцію України і на її основі було створено 6-ту дивізію Національної гвардії України.

## Історія
У 1953 році 48-ма стрілецька дивізія, яка дислокувалася у Одеському військовому окрузі, була переформована на 69-ту механізовану дивізію.
29 травня 1957 року перейменована на 118-ту мотострілецьку дивізію (за іншими даними — на 132-гу мотострілецьку дивізію[уточнити]). Дислокувалася у місті Болград, Одеська область.
Реорганізація від 19 лютого 1962 року:
- створено 88-й окремий ремонтно-відновлювальний батальйон
- створено 440-й окремий батальйон матеріального забезпечення

Від 17 листопада 1964 року (за іншими даними, у 1965 році у зв'язку з 20-річним ювілеєм Перемоги) перейменовано на 48-му мотострілецьку дивізію.
У 1967 р., у зв'язку зі святкуванням 50-річчя Радянської влади, дивізія була нагороджена орденом Жовтневої Революції.
У 1968 р. дивізія брала участь у радянському вторгненні до Чехословаччини, де затрималась до початку 1990-х рр., входячи до складу Центральної групи військ. Дислокувалася в південно-західній Словаччині і в південній Моравії.
У 1968 році 118-й окремий саперний батальйон перейменовано на 118-й окремий інженерно-саперний батальйон.
У серпні 1968 року 341-й мотострілецький полк був переданий до складу 86-ї гвардійської мотострілецької дивізії, та був заміщений на 265-й гвардійський мотострілецький полк, зі складу тієї ж дивізії.
У жовтні 1968 року створено 55-й окремий танковий батальйон.
У 1969 році створено 258-й окремий протитанковий артилерійський дивізіон.
У 1972 році 000 окрема рота хімічного захисту була розгорнута в 000 окремий батальйон хімічного захисту.
У 1980 році 125-й окремий моторизований транспортний батальйон було переформовано на 909-й окремий батальйон матеріального забезпечення.
Від 26 квітня 1985 року нагороджена орденом Жовтневої Революції.
У 1987 році 000 окремий батальйон хімічного захисту згорнуто в 348-му окрему роту хімічного захисту.
У вересні 1987 року 440-й окремий ракетний дивізіон було передано до складу нової 442-ї ракетної бригади.
У липні 1989 року 210-й мотострілецький полк був переданий до складу 18-ї гвардійської мотострілецької дивізії, та був заміщений на 322-й мотострілецький полк зі складу 31-ї танкової дивізії.

### Виведення з Чехословаччини та розпад СРСР
26 лютого 1990 в Москві було підписано угоду про повне виведення радянських військ з Чехословаччини. 48-ма мотострілецька дивізія була виведена на першому етапі виведення військ — з 26 лютого по 31 травня 1990 і була передислокована до села Клугино-Башкирівка Чугуївської міської ради Харківської області у військове містечко розформованої 75-ї гвардійської танкової дивізії. Це відбулося незадовго до підписання Договору про обмеження звичайних озброєнь в Європі 1990 р.
Щоб не наражати цілком боєздатне з'єднання на скорочення, 48-ма дивізія, відповідно до постанови Ради Міністрів СРСР № 587-86 від 16.06.90, була передана до складу військ КДБ СРСР. Причиною передачі було те, що частини Внутрішніх військ МВС, війська КДБ і Військово-морського флоту під скорочення не потрапляли.
При виводі з Чехословаччини дивізія втратила важку бойову техніку — перш за все, танки, — і становила сильно скорочене з'єднання. Так, 375-й танковий полк дивізії був виведений у м. Морозовськ Ростовської обл., а 330-й і 333-й мотострілецькі полки — у м. Смоленськ. У червні 1990 року 333-й мотострілецький полк та 716-й зенітний ракетний полк були передислоковані у Волгоград, Волгоградська область, а 375-й танковий полк був перейменований в 1335-й мотострілецький полк.
Від липня 1990 до серпня 1991 року 255-й гвардійський мотострілецький полк входив до складу дивізії.
Відповідно до Указу Президента СРСР №УП12469 від 27.08.91 «Про передачу з'єднань і частин військ КДБ СРСР» 48-ма мотострілецька дивізія КДБ СРСР повернута до складу МО СРСР і відповідно до директиви МО СРСР № 314/3/01131 від 11.09.91 перейменована в «48-му мотострілецьку дивізію» і передана до складу Київського військового округу.
Від 12 січня 1992 року перейшла під юрисдикцію України. На її основі було сформовано 6-ту дивізію Національної гвардії України.

## Структура
Протягом історії з'єднання його структура та склад неодноразово змінювались.

### 1960
- 210-й мотострілецький полк (Болград, Українська РСР)
- 333-й мотострілецький полк (Болград, Українська РСР)
- 341-й мотострілецький полк (Болград, Українська РСР)
- 375-й танковий полк (Болград, Українська РСР)
- 585-й артилерійський полк (Болград, Українська РСР)
- 716-й зенітний артилерійський полк (Болград, Українська РСР)
- 31-й окремий розвідувальний батальйон (Болград, Українська РСР)
- 118-й окремий саперний батальйон (Болград, Українська РСР)
- 813-й окремий батальйон зв'язку (Болград, Українська РСР)
- 308-ма окрема рота хімічного захисту (Болград, Українська РСР)
- 34-й окремий санітарно-медичний батальйон (Болград, Українська РСР)
- 125-й окремий моторизований транспортний батальйон (Болград, Українська РСР)

### 1970
- 210-й мотострілецький полк (Рокитниці-в-Орлицьких-Горах, Чехословаччина)
- 265-й гвардійський мотострілецький полк (Високе Мито, Чехословаччина)
- 333-й мотострілецький полк (Чеська-Тршебова, Чехословаччина)
- 375-й танковий полк (Шумперк, Чехословаччина)
- 585-й артилерійський полк (Клаштерець-над-Орлиці, Чехословаччина)
- 716-й зенітний артилерійський полк (Червена Вода, Чехословаччина)
- 55-й окремий танковий батальйон (Шумперк, Чехословаччина)
- 4400-й окремий ракетний дивізіон (Чеська-Тршебова, Чехословаччина)
- 258-й окремий протитанковий артилерійський дивізіон (Клаштерець-над-Орлиці, Чехословаччина)
- 31-й окремий розвідувальний батальйон (Високе Мито, Чехословаччина)
- 118-й окремий інженерно-саперний батальйон (Високе Мито, Чехословаччина)
- 813-й окремий батальйон зв'язку (Високе Мито, Чехословаччина)
- 308-ма окрема рота хімічного захисту (Високе Мито, Чехословаччина)
- 88-й окремий ремонтно-відновлювальний батальйон (Високе Мито, Чехословаччина)
- 34-й окремий санітарно-медичний батальйон (Високе Мито, Чехословаччина)
- 125-й окремий моторизований транспортний батальйон (Клаштерець-над-Орлиці, Чехословаччина)

### 1980
- 210-й мотострілецький полк (Рокитниці-в-Орлицьких-Горах, Чехословаччина)
- 265-й гвардійський мотострілецький полк (Високе Мито, Чехословаччина)
- 333-й мотострілецький полк (Чеська-Тршебова, Чехословаччина)
- 375-й танковий полк (Шумперк, Чехословаччина)
- 585-й артилерійський полк (Клаштерець-над-Орлиці, Чехословаччина)
- 716-й зенітний ракетний полк (Червена Вода, Чехословаччина)
- 55-й окремий танковий батальйон (Шумперк, Чехословаччина)
- 440-й окремий ракетний дивізіон (Чеська Тршебова, Чехословаччина)
- 258-й окремий протитанковий артилерійський дивізіон (Клаштерець-над-Орлиці, Чехословаччина)
- 31-й окремий розвідувальний батальйон (Високе Мито, Чехословаччина)
- 118-й окремий інженерно-саперний батальйон (Високе Мито, Чехословаччина)
- 813-й окремий батальйон зв'язку (Високе Мито, Чехословаччина)
- 000 окремий батальйон хімічного захисту (Високе Мито, Чехословаччина)
- 88-й окремий ремонтно-відновлювальний батальйон (Високе Мито, Чехословаччина)
- 34-й окремий медичний батальйон (Високе Мито, Чехословаччина)
- 909-й окремий батальйон матеріального забезпечення (Клаштерець-над-Орлиці, Чехословаччина)

### 1988
- 210-й мотострілецький полк (Рокитниці-в-Орлицьких-Горах, Чехословаччина)
- 265-й гвардійський мотострілецький полк (Високе Мито, Чехословаччина)
- 333-й мотострілецький полк (Чеська-Тршебова, Чехословаччина)
- 375-й танковий полк (Шумперк, Чехословаччина)
- 585-й артилерійський полк (Клаштерець-над-Орлиці, Чехословаччина)
- 716-й зенітний ракетний полк (Червена Вода, Чехословаччина)
- 55-й окремий танковий батальйон (Шумперк, Чехословаччина)
- 440-й окремий ракетний дивізіон (Чеська-Тршебова, Чехословаччина)
- 258-й окремий протитанковий артилерійський дивізіон (Клаштерець-над-Орлиці, Чехословаччина)
- 31-й окремий розвідувальний батальйон (Високе Мито, Чехословаччина)
- 118-й окремий інженерно-саперний батальйон (Високе Мито, Чехословаччина)
- 813-й окремий батальйон зв'язку (Високе Мито, Чехословаччина)
- 348-ма окрема рота хімічного захисту (Високе Мито, Чехословаччина)
- 88-й окремий ремонтно-відновлювальний батальйон (Високе Мито, Чехословаччина)
- 34-й окремий медичний батальйон (Високе Мито, Чехословаччина)
- 909-й окремий батальйон матеріального забезпечення (Клаштерець-над-Орлиці, Чехословаччина)

## Розташування
- Штаб (Високе Мито): 49 56 49N, 16 09 35E
- Штаб (Клугино-Башкирівка): 49 50 52N, 36 43 53E
- Високо-Мітенські казарми (визначення США: Високе Мито 205): 49 56 46N, 16 09 32E
- Рокитніце-в-Орлицьких-горах казарми (визначення США: Рокитниці-в-Орлицьких-Горах 201): 50 09 34N, 16 27 51E
- Чесько-Тршебовські[en] казарми (визначення США: Чеська Тршебова 202): 49 53 07N, 16 27 00E
- Шумперські казарми (визначення США: Шумперк 201): 49 57 16N, 16 58 46E
- Клаштерець-над-Орлицькі[en] казарми: 50 06 45N, 16 32 20E
- Червеноводські[en] казарми: 50 01 41N, 16 45 14E
- Клугино-Башкирівські казарми: 49 50 31N, 36 43 41E